# Pontiere
«Понтьєре» (італ. Pontiere) — ескадрений міноносець ВМС Італії типу «Сольдато» часів Першої світової війни.

## Історія створення
Корабель був закладений 18 листопада  1905 року на верфі «Ansaldo» в Генуї. Спущений на воду 3 січня 1910 року, вступив у стрій 11 лютого того ж року. 

## Історія служби
Після вступу Італії у Першу світову війну «Понтьєре» був включений до складу IV ескадри есмінців (разом з однотипними «Аскаро», «Альпіно», «Карабіньєре», «Фучільєре», а також «Дзеффіро»), яка базувалась у Бріндізіi.
29 травня разом з есмінцями «Альпіно», «Ланчере», «Кораццьєре», «Берсальєре», «Артільєре» і «Гарібальдіно» обстріляли хімічний завод «Adria-Werke» в Монфальконе, який виробляв хімічну зброю. 7 червня операція була здійснена ще раз.
Увечері 8 червня 1916 року «Понтьєре» разом з есмінцями «Імпавідо», «Інсідіозо», «Есперо» та крейсер «Лібія» супроводжували 2 транспорти «Романья» та «Прінчіпе Умберто», які перевозили з Вльори в Італію солдатів 55-го піхотного полку (2 605 чоловік). Незабаром після виходу конвой був атакований австро-угорським підводним човном «U 5». В транспорт «Прінчіпе Умберто» влучили дві торпеди, внаслідок чого він затонув. Загинуло 1926 чоловік. Кораблі супроводу не змогли перехопити ворожий підводний човен.
11 лютого 1917 року «Фучільєре», «Понтьєре», «Карабіньєре», «Альпіно», міноносці «19 OS», «20 OS», «21 OS», «22 OS» супроводжували французькі та італійські літаки, які здійснювали розвідку Пули. 
В ночі з 13 на 14 серпня «Анімозо», «Арденте», «Ардіто», «Джузеппе Чезаре Абба» , «Вінченцо Джованні Орсіні», «Джованні Ачербі», «Джузеппе Сірторі», «Франческо Стокко», «Карабіньєре» і «Понтьєре» вийшли з Венеції на перехоплення австро-угорської ескадри у складі есмінців «Штрайтер», «Река», «Велебіт», «Шарфшутце», «Дінара» та 6 міноносців. Але лише «Орсіні» мав нетривалий вогневий контакт із противником.
У 1921 році «Понтьєре» був перекласифікований в міноносець. У 1929 році він був виключений зі складу флоту і зданий на злам.